# تريسي سكوغينز
تريسي دون سكوغينز (بالإنجليزية: Tracy Scoggins)‏ (من مواليد 13 نوفمبر 1953) ممثلة أمريكية تشتهر بأدوارها مونيكا كولبي في مسلسل أوبرا ديناستي في فترة الثمانينات من القرن الماضي ومسلسلاتها المنبثقة عنه كولبيس عام 1985 ، كذلك عن دور كات غرانت في الموسم الأول من السلسلة التلفزيونية لويس وكلارك: مغامرات سوبرمان الجديدة عام 1993، ودور كابتن إليزابيث لوشلي خلال الموسم الأخير من بابل 5 في عام 1998.

## روابط خارجية
- تريسي سكوغينز على موقع IMDb (الإنجليزية)
- تريسي سكوغينز على موقع ألو سيني (الفرنسية)
- تريسي سكوغينز على موقع أول موفي (الإنجليزية)
- تريسي سكوغينز على موقع قاعدة بيانات الأفلام السويدية (السويدية)
- تريسي سكوغينز على موقع إن إن دي بي (الإنجليزية)
- تريسي سكوغينز على موقع قاعدة بيانات الفيلم (الإنجليزية)
- تريسي سكوغينز على موقع كينوبويسك (الروسية)